# Aspilota shiramizui
Aspilota shiramizui är en stekelart som beskrevs av Sergey A. Belokobylskij 2007. Aspilota shiramizui ingår i släktet Aspilota och familjen bracksteklar. Inga underarter finns listade.